# Jenői-patak
A Jenői-patak a Börzsönyben ered, Diósjenő településtől nyugatra, Nógrád vármegyében, mintegy 500 méteres tengerszint feletti magasságban. A patak forrásától kezdve keleti irányban áthalad Tolmács és Rétság belterületén, majd Bánk (település) keleti részénél éri el a Lókos-patakot.

## Part menti település
- Diósjenő
- Tolmács
- Rétság
- Bánk (település)